# Lèxic de l'espanyol
El lèxic de l'espanyol és el conjunt de paraules i expressions que formen part del vocabulari de la llengua espanyola, ja sigui per procedència del llatí (mots patrimonials) o d'altres llengües (manlleus) o bé per creació a partir de paraules prèviament existents en castellà.

## Paraules patrimonials
Les paraules patrimonials són aquelles que provenen de l'evolució de mots previs ja existents en llatí vulgar i representen el 70% de les paraules existents en castellà. Quan les paraules s'han incorporar directament del llatí sense patir el canvi fonètic propi dels segles, es parla de cultismes, la majoria introduïts a partir del renaixement. Si d'un mateix mot llatí provenen dos paraules diferents castellanes, una que és un cultisme i l'altra no, es tracta d'un cas de cognat. No totes les veus patrimonials conserven el mateix significat que l'origen etimològic llatí, per la modificació del context històric i per mecanismes d'analogia o interpretació dels parlants.

## Préstecs lingüístics
Per necessitats expressives, s'han anat incorporant paraules d'altres llengües amb què el castellà ha estat en contacte al llarg dels segles. En cada moment o camp semàntic predominen els manlleus o préstecs d'una determinada llengua.
Per cronologia els primers préstecs provenen de l'anomenat substrat lingüístic, aquelles llengües que estaven a la regió abans de l'arribada del llatí i que hi van influir, com "barro". Quan la llengua estava en formació, va rebre una forta influència de les llengües germàniques, per la invasió dels visigots de la península, però l'adopció per part d'aquests de la cultura llatina i el cristianisme va fer que molts germanismes desapareguessin. Romanen paraules com "guerra". A l'edat mitjana els àrabs van conquerir la major part del territori espanyol i van incorporar nombrosos mots a la llengua, com "almohada", que sí van perdurar en el temps. Posteriorment els préstecs ja no van procedir de conquestes bèl·liques sinó del prestigi de la llengua d'origen o la seva influència internacional. Per això durant el renaixement van aparèixer la major part dels italianismes presents, després van proliferar els gal·licismes i en època contemporània és l'anglès la font de les principals paraules adoptades per l'espanyol, com el "futbol".